# سخنوری
سخنوری جدالی نمایشی است میان دو نفر که در ستایشِ ممدوحی از اولیای مذهبی رقابت کنند. در ایران رایج بوده است.